# Мой парень — киллер
«Мой парень — киллер» или «Мистер Правильный» (англ. Mr. Right) — комедийный фильм Пако Кабесаса, в главных ролях снимались Сэм Рокуэлл, Анна Кендрик, Тим Рот и рэпер RZA. Композитором фильма стал Аарон Зигман. Выпуском фильма занималась компания Focus Features.

## Сюжет
Девушка Марта (Анна Кендрик) случайно встречает в магазине парня Фрэнсиса Райта (Сэм Рокуэлл). Они встречаются несколько раз, и она узнаёт, что он — бывший киллер, который стал убивать своих заказчиков. Этим собираются воспользоваться члены преступного картеля, желающие избавиться от своего босса (Энсон Маунт). На Райта также охотится его бывший коллега Хоппер (Тим Рот). Марта оказывается втянута в криминальные события.

## В ролях
| Актёр        | Роль            |
| ------------ | --------------- |
| Сэм Рокуэлл  | Фрэнсис Райт    |
| Анна Кендрик | Марта           |
| Тим Рот      | мистер Хоппер   |
| RZA          | Стивен          |
| Майкл Эклунд | Джонни Хоул     |
| Энсон Маунт  | Ричард Картиган |
| Пако Кабесас | Пако            |

## Съёмки
Съёмки фильма начались 13 октября 2014 года в Новом Орлеане, Луизиана, и длились три недели.

## Релиз
В октябре 2014 года Lakeshore Entertainment объявила о приобретении международных прав на фильм, в то время как Sierra / Affinity будет обрабатывать международные продажи фильма на American Film Market.

## Критика
На сайте Rotten Tomatoes, фильм имеет рейтинг 46 %, на основе 13 обзоров, со средней оценкой 4.8/10. 
На Metacritic, фильм держит балл 52 из 100, имея «смешанные или средние отзывы».